# Persoonia hexagona
Persoonia hexagona (лат.) — кустарник, вид рода Персоония (Persoonia) семейства Протейные (Proteaceae), эндемик юго-запада Западной Австралии. 

## Ботаническое описание
Persoonia hexagona — прямостоячий или раскидистый куст высотой 1-3,5 м с гладкой корой и ветвями, опушёнными в течение первых 2-3 лет. Листья расположены попеременно, в основном линейные, более или менее цилиндрические, длиной 50-130 мм и шириной 0,7-1,3 мм с шестью продольными гребнями. Цветки могут быть расположены поодиночке или в группах до 10 вдоль цветоноса длиной до 40 мм, который обычно перерастает в лиственный побег после цветения. Цветок находится на цветоножке длиной. Листочки околоцветника ярко-жёлтые, снаружи опушённые, длиной 10,5-20 мм с ярко-жёлтыми пыльниками. Цветёт с ноября по декабрь. Плод — гладкая костянка.

## Таксономия
Впервые вид был официально описан Питером Уэстоном в 1994 году в журнале Telopea по образцам, собранным им к северо-востоку от Перенджори в 1980 году.

## Распространение и местообитание
P. hexagona — эндемик Западной Австралии. Растёт обычно в акациевых лесах и встречается от реки Мерчисон до Перенжори, в биогеографических регионах Эйвон-Уитбелт, песчаных равнинах Джералдтона и Ялгоо.

## Охранный статус
Вид классифицируется как «не находящийся под угрозой исчезновения» Департаментом парков и дикой природы Западной Австралии.